# 馬込八幡神社
馬込八幡神社（まごめはちまんじんじゃ）は、東京都大田区南馬込にある神社である。旧馬込村の総鎮守で、長遠寺が旧別当寺である。

## 歴史
建久4年（1193年）渡辺対馬守正久が、岩清水八幡宮の分霊を勧請、翌年遷宮したといわれる。

## 関連文献
- 「馬込村 八幡社」『新編武蔵風土記稿』 巻ノ46荏原郡ノ8、内務省地理局、1884年6月。NDLJP:763981/86。
- 斎藤長秋 編「巻之二 天璇之部 馬込八幡宮」『江戸名所図会』 一、有朋堂書店、421-423頁。NDLJP:1174130/216。